# Abdelbaki Es Satty
Abdelbaki Es Satty, también conocido como «el imán de Ripoll» (Bab Taza, Marruecos, 1 de enero de 1973-Alcanar, provincia de Tarragona, 16 de agosto de 2017), fue un imán marroquí, líder de la célula yihadista que perpetró los atentados de Cataluña de 2017.
Fue detenido por trata de personas en 2002, en la zona del estrecho de Gibraltar. Una vez liberado, se trasladó a Villanueva y Geltrú, donde supuestamente entró en contacto con una célula de captación de combatientes de Al Qaeda dirigida por el imán Mohamed Mrabet. Pese a estar involucrado en la conocida como Operación Chacal y tener un teléfono intervenido, no fue imputado.
Marchó de la ciudad en 2008, para, presuntamente, continuar con el tráfico de hachís entre Marruecos y España. Fue detenido por este motivo en Ceuta en 2010 y condenado en 2011 a cuatro años de prisión que cumplió en Castellón. Cumplida la pena, consiguió evitar la expulsión del país, puesto que el juez consideró que no suponía un peligro.
Al salir de prisión en 2014, se trasladó a la localidad belga de Vilvoorde, donde ejerció de imán, despertando sospechas tanto entre la población musulmana como entre la policía del país.
Ejerció de imán de Ripoll desde comienzos de 2016 hasta que se marchó de la ciudad en el verano de 2017, para, presuntamente, organizar los atentados en la casa de Alcanar. Allí falleció, al explosionar el material que manipulaba. Se había dedicado, asimismo, a la captación de los jóvenes que integraron la célula terrorista que cometió los atentados de agosto de 2017. Según uno de los detenidos en relación con los hechos, el imán tenía la intención de inmolarse.
Un tiempo después de los atentados de 2017 algunas fuentes no contrastadas ganaron popularidad al señalar que Es Satty fue confidente del CNI español desde 2010 hasta los momentos previos al atentado. Posteriormente, parte del documento fue refutado.